# (2480) Папанов
(2480) Папанов (лат. Papanov) — типичный астероид главного пояса, который был открыт 16 декабря 1976 года советским астрономом Людмилой Черных в Крымской обсерватории и был назван в честь советского актёра театра и кино — Анатолия Папанова.

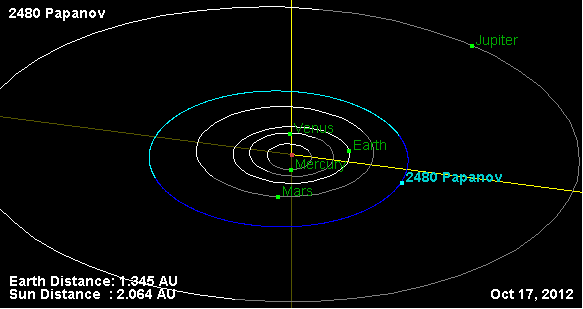
Орбита астероида Папанов и его положение в Солнечной системе